# پایدی جیراج
پایدی جیراج (انگلیسی: Paidi Jairaj; ۲۸ سپتامبر ۱۹۰۹ – ۱۱ اوت ۲۰۰۰) بازیگر و کارگردان فیلم اهل هند بود.

## فیلم‌شناسی

### بازیگر
- ۱۹۴۲: Nai Duniya, Khilona, تمنا
- ۱۹۵۴: بادبان
- ۱۹۵۵: Teerandaz, انسانیت
- ۱۹۵۷: Mumtaz Mahal, سفر دورتر از سه دریا (Pardesi)
- ۱۹۵۹: تیپو سلطان
- ۱۹۶۳: نه ساعت به راما
- ۱۹۶۶: مایا
- ۱۹۶۷: رویاهای بهاری
- ۱۹۶۸: نیلوفر آبی
- ۱۹۷۰: Gunah Aur Kanoon, مرگ و زندگی
- ۱۹۷۳: تله عمیق، Suraj Aur Chanda, چالیا، Naag Mere Saathi
- ۱۹۷۵: شعله (Police Commissioner), Kala Sona, آدم پرهیزکار، Jogidas Khuman, Himalay Se Ooncha, Toofan
- ۱۹۷۶: کلک, Charas, Bairaag, Naag Champa
- ۱۹۷۷:  بابو حیله‌گر
- ۱۹۷۸: آخرین راهزن
- ۱۹۷۸: فاتح سرنوشت، دان, Aakhri Daku, Khoon Ka Badla Khoon
- ۱۹۸۱: Fiffty Fiffty, Khoon Aur Paani, انقلاب
- ۱۹۸۳: نیمی از حقیقت، بی‌گناه, کاراته، پاسخ
- ۱۹۸۸: خون روی پیشانی

### کارگردان
- ۱۹۴۵: پراتیما
- ۱۹۵۱: Saagar
- ۱۹۵۹: Mohar